# Truskovice

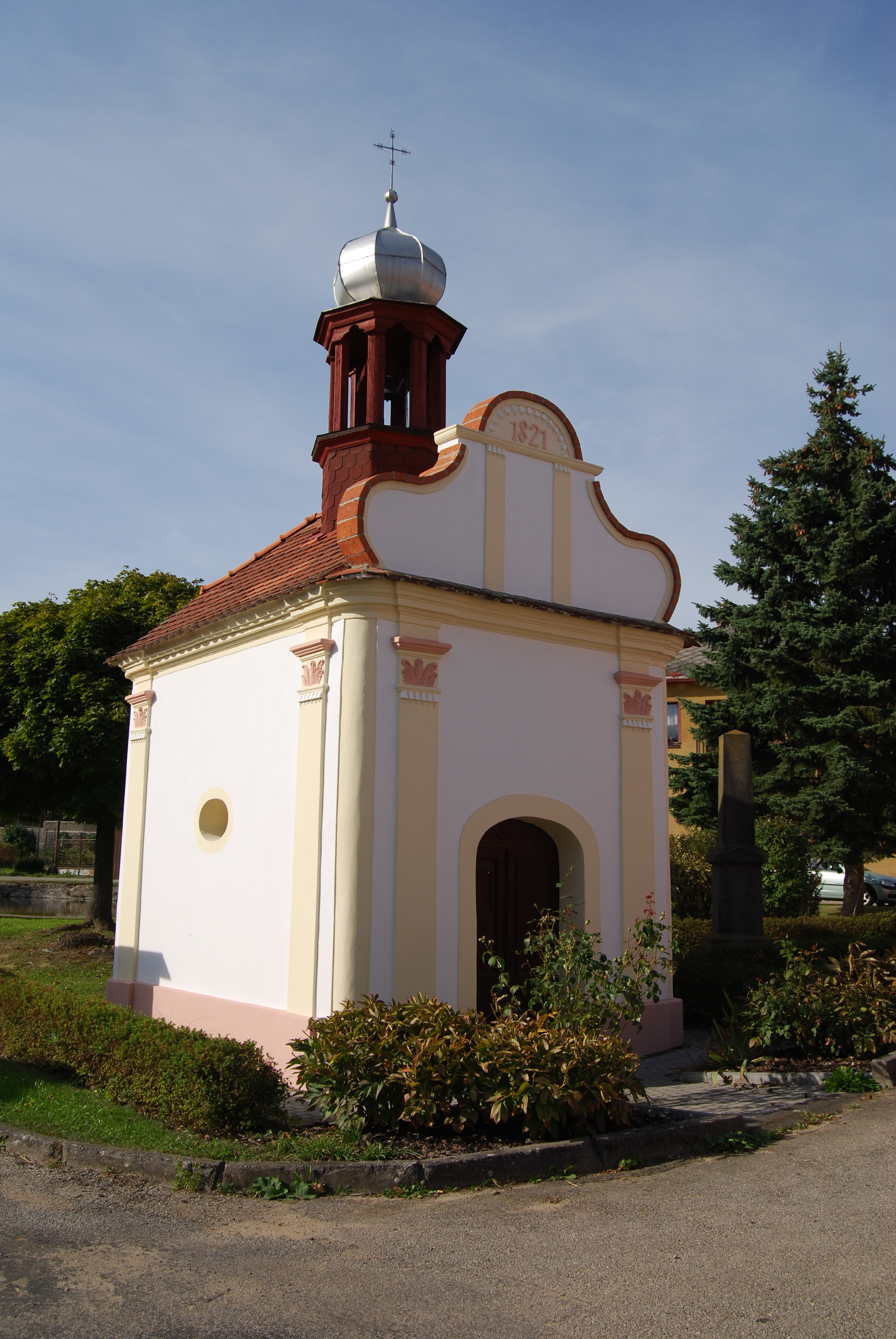
Kapelle des hl. Florian

Truskovice [ˈtrʊskɔvɪt͡sɛ] (deutsch Truskowitz) ist eine Gemeinde in Tschechien. Sie liegt fünf Kilometer südlich von Vodňany in Südböhmen und gehört zum Okres Strakonice.

## Geographie

### Geographische Lage
Truskovice befindet sich im südlichen Teil der Písecká pahorkatina (Píseker Hügelland). Das von Obstgärten umgebene Dorf liegt linksseitig über dem Tal des Baches Malovický potok. Gegen Osten liegt der Teich Představecký rybník, im Südosten der Šebestián. Südöstlich erhebt sich der Lomec (552 m), im Süden der Libějovický vrch (607 m), südwestlich die Skalice (604 m) und der Pohořelec (588 m), im Westen die Hůrky (561 m) und die Holička (620 m) sowie nordwestlich die Svobodná hora (640 m).

### Gemeindegliederung
Die Gemeinde Truskovice besteht aus den Ortsteilen Dlouhá Ves (Langendorf) und Truskovice (Truskowitz) sowie der Einschicht U Dragounů.

### Nachbargemeinden
Nachbarorte sind Záhorčí und Chelčice im Norden, Hvožďany, Nový Dvůr, Nový Zámek und Libějovice im Nordosten, Černěves und Nestanice im Osten, Lomec, Malovice, Rábín und Holečkov im Südosten, Krtely, Setuň und Velký Bor im Süden, Nová Hospoda, Dolejší Kovář, Borská Hájovna, U Dragounů, Malý Bor, Trsovky und Šipoun im Südwesten, Starý Dvůr, Nový Dvůr, Čichtice und Dlouhá Ves im Westen sowie Libějovické Svobodné Hory und Křepice im Nordwesten.

## Geschichte
Der Name des Dorfes leitet sich vom Personennamen Truska bzw. Struska her. Die erste schriftliche Erwähnung des Ortes erfolgte im Jahre 1274 in einer Stiftungsurkunde, in der die Vladiken Rudolf und Budislav von Truskovice als Zeugen auftraten. Letzterer war zu Neujahr 1281 auch Teilnehmer des ordentlichen Ständetages zu Prag, bei dem die Stände des Königreiches Böhmen erneut ihren Gehorsam gegenüber dem Reichsverweser Otto von Brandenburg bekundeten. Als weitere Besitzer des Gutes sind 1365 Setěch von Truskovice, 1378 Zachař von Truskovice und 1384 Petr von Truskovice überliefert. Am 6. März 1384 verteidigte Petr von Truskovice in Libějovice im Namen von Diviš Malowetz von Malovice den Verbund der Güter in der Landtafel. 1387 wurde Mikuláš von Truskovice und 1391 Habart von Truskovice als Besitzer des Gutes erwähnt. Im 15. Jahrhundert vereinten die Ritter Malowetz von Malovice das Gut mit Libějovice. Am 27. Juli 1562 verkaufte Dionys von Malowetz Libějovice mit weiteren Gütern an Wilhelm von Rosenberg. Ihm folgte 1592 sein jüngerer Bruder Peter Wok von Rosenberg, mit dessen Tode das Geschlecht der Rosenberger 1611 im Mannesstamme erlosch. Seine Besitzungen erbte Johann Georg von Schwanberg. Dessen Sohn Peter von Schwanberg gehörte während des Ständeaufstandes zu den Anführern der Aufständischen. Nach der Schlacht am Weißen Berg wurde seine Güter konfisziert und 1620 durch Kaiser Ferdinand II. dem Heerführer Karl von Buquoy für treue Dienste übereignet. Die Herrschaft blieb bis zum Beginn des 19. Jahrhunderts im Besitz der Grafen Longueval von Buquoy. 1801 verkaufte Johann Joseph von Buquoy den Besitz an den Reichsfürsten Joseph II. zu Schwarzenberg, den 1833 sein Sohn Johann Adolf II. zu Schwarzenberg beerbte. Der Domänenverwalter und spätere Amts- und Wirtschaftsdirektor der Herrschaft Franz Horsky baute die Herrschaft ab 1829 systematisch zu einem landwirtschaftlichen Mustergut der k.k. Monarchie auf.
Im Jahre 1840 bestand Truskowitz aus 59 Häusern mit 439 Einwohnern. 31 Häuser gehörten zur Herrschaft Libiegitz, 24 zur Herrschaft Frauenberg und zwei zum Gut Čichtitz. Im Libiegitzer Anteil befand sich ein Wirtshaus. Pfarrort war Cheltschitz. Die Bewohner lebten von der Fischzucht und dem Ackerbau, insbesondere dem Hanfanbau. Bis zur Mitte des 19. Jahrhunderts blieb das Dorf immer zwischen der Allodialherrschaft Libiegitz samt dem Gut Čichtitz und der Herrschaft Frauenberg geteilt.
Nach der Aufhebung der Patrimonialherrschaften bildete Truskovice/ Truskowitz ab 1850 mit dem Ortsteil Dlouhá Ves/Langendorf eine Gemeinde in der Bezirkshauptmannschaft Prachatice und dem Gerichtsbezirk Wodnian. 1880 wurde die Gemeinde Teil des Okres Písek. 1949 wurde Truskovice dem Okres Vodňany zugeordnet, nach dessen Aufhebung kam der Ort zu Beginn des Jahres 1961 zum Okres Strakonice. 1961 erfolgte die Eingemeindung nach Chelčice. Auf Grund der natürlichen und klimatischen Gegebenheiten wurde Truskovice im 20. Jahrhundert zu einem bedeutenden Obstbaugebiet. Auf den freien Flächen rings um das Dorf wurden 1967 Obstgärten angelegt. Nach einem Referendum lösten sich Truskovice und Dlouhá Ves zum 24. November 1990 wieder von Chelčice los und bildeten eine eigene Gemeinde.

## Kultur und Sehenswürdigkeiten
- Kapelle des hl. Florian am Dorfplatz, erbaut 1821
- Nischenkapellen des hl. Florian und hl. Johannes von Nepomuk in Dlouhá Ves